# Kanton Rivière-Salée

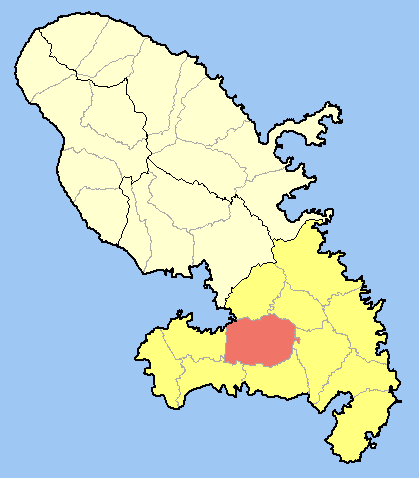
Lage des Kantons Rivière-Salée im Arrondissement Le Marin und im Übersee-Département Martinique

Der Kanton Rivière-Salée war ein Kanton im französischen Übersee-Département Martinique im Arrondissement Le Marin. Er umfasste die Gemeinde Rivière-Salée.
Vertreter im Generalrat des Départements war seit 2010 Sylvia Saithsoothine.